# 司馬憲
司馬憲（260年代—271年10月10日），表字不詳，西晋宗室。晉武帝司馬炎第五子。

## 母
徐才人，司馬憲之母，被晋武帝封为才人。

## 生平
司馬憲之兄司马景度出继叔父城阳哀王司马兆为后。泰始六年（270年），司马景度去世，司馬憲过继给司马兆為後嗣，封城阳王。次年八月丙申（271年10月10日）司馬憲去世，谥号為「殇」。再以他的六弟東海王司馬祗過繼司馬兆為後嗣。

## 另見
- 楚王司馬瑋，《晉書·傳》作「第五子」，實乃第九子。